# Southern blot
Southern blot, hibridación Southern o, simplemente, Southern es un método de biología molecular que permite detectar la presencia de una secuencia de ADN concreta en una mezcla compleja de este ácido nucleico. Para ello, emplea la técnica de electroforesis en gel de agarosa con el fin de separar los fragmentos de ADN de acuerdo a su longitud y, después, una transferencia a una membrana en la cual se efectúa la hibridación de la sonda. Su nombre procede del apellido de su inventor, un  biólogo inglés llamado Edwin Southern.

Se muestra la dotación genética (azul) de un individuo homocigoto (A) y uno heterocigoto (B) para un marcador; tras hibridarse con una sonda específica (rosa) se observa el resultado del Southern a la derecha.

## Pasos de Southern blot
1. Extracción del ADN
Se puede extraer ADN de casi cualquier tejido humano. Las posibles fuentes de ADN en la escena de un delito incluyen sangre, semen, tejido de una víctima muerta, células del folículo capilar y saliva. El ADN extraído de las pruebas del delito ("indicios" o "vestigios" biológicos) se compara con el extraído de muestras de referencia, obtenidas de personas conocidas, habitualmente de la sangre.
2. Digestión del ADN con una endonucleasa de restricción
El ADN extraído de la muestra se trata con una endonucleasa de restricción, que es una enzima que corta el ADN bicatenario en donde tenga una secuencia característica. La enzima que se usa más frecuentemente para el análisis legal es HaeIII, que corta el ADN en la secuencia 5'-GGCC-3'.
3. Electroforesis en gel de agarosa
Tras la digestión del ADN, los fragmentos de ADN resultantes se separan según su tamaño mediante electroforesis en geles de agarosa. Durante la electroforesis, las moléculas de ADN, que poseen carga negativa, migran hacia el electrodo positivo. Al avanzar las moléculas de ADN, su velocidad de migración se ve reducida por la matriz del gel de agarosa. Las moléculas menores se mueven más deprisa a través de los poros del gel que las de mayor tamaño. Como resultado, se produce una separación continua de los fragmentos de ADN de acuerdo con su tamaño, de modo que los fragmentos más pequeños avanzan la mayor distancia con referencia al origen o punto de aplicación de la muestra.
4. Preparación de un ensayo de Southern ("Southern blot")
Tras la electroforesis, las moléculas de ADN separadas se desnaturalizan mientras permanecen en el gel de agarosa, impregnando éste con una disolución alcalina. Tras la neutralización de esta, el ADN monocatenario resultante se transfiere a la superficie de una membrana de nailon, realizando así una copia o "calco" (la traducción más literal del inglés blot, conservando este sentido, es "secante"). Este proceso de desnaturalización y transferencia se conoce como método de Southern en recuerdo de quien lo inventó, Edward Southern. Al igual que la aplicación de un secante a un papel con la tinta húmeda transfiere una réplica de la imagen del papel al secante, el "calco" del ADN en el gel a la membrana de nailon conserva la distribución espacial de los fragmentos de ADN conseguida en el gel como resultado de la electroforesis.
5. Hibridación con sonda radioactiva
Una sonda de locus único es una molécula pequeña de ADN o ARN capaz de hibridar (es decir, de formar un dúplex ADN-ADN o ADN-ARN) con el ADN de un fragmento de restricción concreto en el ensayo de Southern. La formación de la molécula dicatenaria (dúplex) depende del emparejamiento de bases complementarias entre las secuencias de la sonda y del ADN presente en el "calco". Las sondas de locus único se marcan habitualmente con un isótopo radiactivo para facilitar su detección, y se eligen para que detecten un locus genético polimórfico en un solo cromosoma humano. El ensayo de Southern resultante de la etapa 4 se incuba en una disolución que contiene una sonda radiactiva de locus único, bajo condiciones de temperatura y concentración de sales que favorezcan la hibridación. Tras producirse esta, se lava el exceso de sonda no unido, de modo que la única radiactividad que quede en la membrana de nailon sea la asociada al ADN del locus diana.
6. Detección de los RFLPs mediante autorradiografía
Las posiciones de hibridación de la sonda radiactiva sobre la membrana del ensayo de Southern se detectan mediante autorradiografía. En esta técnica, la membrana de nailon se coloca, una vez lavada, junto a una película de rayos X dentro de una caja que las aísle de la luz. La película registra las posiciones donde hay desintegración radiactiva. Tras su exposición y el revelado fotográfico, el registro resultante de la hibridación de Southern se conoce como autorradiografía
7. Reensayar el resultado del Southern con sondas adicionales
En un análisis legal de DNA se suelen caracterizar polimorfismos de ADN en varios cromosomas diferentes. Tras el revelado de una autorradiografía para la primera sonda, se puede lavar la radiactividad con una disolución a elevada temperatura, que deja el ADN en su sitio, e hibridarlo con una segunda sonda radiactiva que se una a un locus diferente. Se repiten así las etapas 5-7, detectando cada vez un locus diferente. El grupo de autorradiografías de una misma transferencia de Southern se conoce como un "perfil de ADN"

## Diagnóstico molecular de enfermedades
El Southern Blot es una técnica que puede proveer información que puede ser usada para el diagnóstico molecular de algunas enfermedades génicas, ejemplo de ellas serían el Síndrome de Angelman, Síndrome de Prader-Willi y Síndrome X frágil. Esta técnica resulta ser la más sensible para el diagnóstico de algunas patologías como es el caso del Síndrome Angelman y el Síndrome de Prader-Willi.https://www.aeped.es/sites/default/files/anales/48-6-3.pdfhttp://www.cureangelman.org/FASTFaqs/Testing101.pdf (enlace roto disponible en Internet Archive; véase el historial, la primera versión y la última). El diagnóstico consiste en la realización de un test de metilación mediante PCR por tratamiento con bisulfito, basándose en el ADN por medio del estudio de la metilación del locus PW71. Otra enfermedad que también puede ser diagnosticada por el Southern Blot es el Síndrome de X frágil, el uso de esta técnica para esta enfermedad permitirá cuantificar el número exacto de repeticiones y metilaciones, causantes de la enfermedad.http://www.aeped.es/sites/default/files/documentos/sindrome_de_x_fragil.pdf (enlace roto disponible en Internet Archive; véase el historial, la primera versión y la última).